# Impedància de sortida

El circuit a l'esquerra del conjunt central de cercles oberts modela el circuit font, mentre que el circuit a la dreta modela el circuit connectat. Z_{S} és la impedància de sortida tal com la veu la càrrega, i Z_{L} és la impedància d'entrada tal com la veu la font.

La impedància de sortida d'una xarxa elèctrica és la mesura de l'oposició al flux de corrent (impedància), tant estàtica (resistència) com dinàmica (reactància), a la xarxa de càrrega connectada que és interna a la font elèctrica. La impedància de sortida és una mesura de la propensió de la font a baixar de tensió quan la càrrega consumeix corrent, essent la xarxa font la part de la xarxa que transmet i la xarxa de càrrega la part de la xarxa que consumeix.
A causa d'això, la impedància de sortida de vegades s'anomena impedància de font o impedància interna.

## Descripció
Tots els dispositius i connexions tenen una resistència i una reactància diferents de zero i, per tant, cap dispositiu pot ser una font perfecta. La impedància de sortida s'utilitza sovint per modelar la resposta de la font al flux de corrent. És possible que alguna part de la impedància de sortida mesurada del dispositiu no existeixi físicament dins del dispositiu; alguns són artefactes que es deuen a les propietats químiques, termodinàmiques o mecàniques de la font. Aquesta impedància es pot imaginar com una impedància en sèrie amb una font de tensió ideal, o en paral·lel amb una font de corrent ideal (vegeu: Circuits en sèrie i paral·lel).
Les fonts es modelen com a fonts ideals (fonts de significat ideals que sempre mantenen el valor desitjat) combinades amb la seva impedància de sortida. La impedància de sortida es defineix com aquesta impedància modelada i/o real en sèrie amb una font de tensió ideal. Matemàticament, les fonts de corrent i tensió es poden convertir entre si utilitzant el teorema de Thévenin i el teorema de Norton.
En el cas d'un dispositiu no lineal, com un transistor, el terme "impedància de sortida" normalment es refereix a l'efecte sobre un senyal de petita amplitud, i variarà amb el punt de polarització del transistor, és a dir, amb el corrent continu (DC) i tensió aplicada al dispositiu.

## Mesurament
La resistència de la font d'un dispositiu purament resistiu es pot determinar experimentalment carregant cada cop més el dispositiu fins que la tensió a través de la càrrega (AC o DC) sigui la meitat de la tensió del circuit obert. En aquest punt, la resistència de càrrega i la resistència interna són iguals.
Es pot descriure amb més precisió fent un seguiment de les corbes de tensió i corrent per a diverses càrregues i calculant la resistència a partir de la llei d'Ohm. (És possible que la resistència interna no sigui la mateixa per a diferents tipus de càrrega o a diferents freqüències, especialment en dispositius com les bateries químiques).